# Jay-Z
Jay-Z (zapis stylizowany: JAY-Z), właśc. Shawn Corey Carter (ur. 4 grudnia 1969) – amerykański raper i przedsiębiorca.
Uważany za jednego z najważniejszych artystów hip-hopowych wszech czasów oraz jednego z „najlepszych artystów dekady 2000–2009” według redakcji Billboardu. Uznany został też za piątego najlepszego artystę solowego oraz czwartego najlepszego rapera na listach sporządzanych przez magazyn. Dwa jego albumy, Reasonable Doubt (1996) i The Blueprint (2001), na przestrzeni lat zyskały status klasyków gatunku; oba zostały umieszczone na liście 500 albumów wszech czasów magazynu Rolling Stone, zajmując kolejno: 248. i 464. miejsce. Jako raper pobił rekord Elvisa Presleya i stał się artystą z największą liczbą albumów w historii, które zadebiutowały na szczycie Billboard 200. Jego albumy rozeszły się w niemalże 50 milionach egzemplarzy, zaś sam artysta zdobył 21 nagród Grammy.
Współwłaściciel The 40/40 Club i drużyny NBA Brooklyn Nets, a także kreator linii odzieżowej Rocawear. Były dyrektor generalny Def Jam Recordings, jeden z trzech założycieli Roc-A-Fella Records oraz założyciel Roc Nation. Uznawany za jednego z najlepiej zarabiających artystów oraz przedsiębiorców w Stanach Zjednoczonych, z majątkiem szacowanym na ponad miliard dolarów. W 2010 Forbes umieścił go na 15. miejscu listy najbardziej wpływowych postaci show-biznesu, z rocznym zarobkiem w wysokości 63 milionów dolarów. Według prognoz magazynu, w 2015 mógł znaleźć się na liście Forbes 400, prezentującej 400 najbogatszych postaci w Stanach Zjednoczonych.
4 kwietnia 2008 poślubił piosenkarkę Beyoncé.
W 2021 został wprowadzony do Rock and Roll Hall of Fame.

## Wczesne życie
Wywodzi się z nowojorskiego Brooklynu, gdzie w Marcy Houses wychowywała go matka, Gloria Carter, gdyż ojciec opuścił rodzinę. W wieku 12 lat postrzelił swojego brata w ramię, gdyż ten chciał mu ukraść biżuterię.
Uczęszczał do Eli Whitney High School z innym raperem, AZ, dopóki szkoła nie została zamknięta. Kontynuował naukę w George Westinghouse Career and Technical Education High School, gdzie poznał Notoriousa B.I.G. oraz Busta Rhymesa, i Trenton Central High School w Trenton w stanie New Jersey, której nie ukończył. W jego tekstach znajdują się odniesienia, jakoby w młodości miał zajmować się handlem kokainą.
Według jego matki młody Jay-Z budził rodzeństwo nocą przez wygrywanie melodii na kuchennym stole, dlatego Gloria Carter zdecydowała się kupić mu na urodziny radiomagnetofon, rozwijając jego zainteresowanie muzyką. Jay-Z zaczął freestyle’ować, pisać teksty i naśladować muzykę popularnych wtedy artystów. W sąsiedztwie Carter znany był jako „Jazzy”, a nazwa ta ewoluowała do jego pseudonimu scenicznego, „Jay-Z”, który jednocześnie nawiązywał do jego muzycznego mentora, Jaz-O, a także linii metra J/Z, obejmującej stację Marcy Avenue.
Jay-Z przyznał, że przełomowym okresem w jego życiu był czas, gdy uczęszczając do szóstej klasy, odkrył w sobie miłość do słów: „Wychowałem się na Brooklynie. Klasy pękały w szwach. W szóstej klasie mieliśmy nauczycielkę, pannę Lowden. Chyba coś we mnie dostrzegła, bo poświęciła mi uwagę i przekazała miłość do słów. Zabawne, jak niewiele trzeba, wystarczy trochę uwagi. Zabrała nas też na wycieczkę do swojego domu. Wcześniej całym moim światem była dzielnica. Niczego więcej nie widziałem. A tego dnia zobaczyłem całkiem inny świat, który pobudził moją wyobraźnię. To były drobiazgi. W lodówce miała dystrybutor do lodu – wiecie, taki że się naciska i wylatuje woda z lodem. Byłem tym ogromnie zadziwiony. Mówiłem sobie: chcę mieć coś takiego”. Następnie dodał: „Nauczycielka w szóstej klasie powiedziała: 'Wiesz co, bystrzak z ciebie’. I ja jej uwierzyłem. Powiedziałem sobie: 'Przecież bystrzak ze mnie, nie?'. Ona dała mi szansę, zapaliła iskierkę w mojej głowie”.
Słyszany jest na kilku utworach Jaz-O z przełomu lat 80. i 90., w tym „The Originators” i „Hawaiian Sophie”. Jay-Z brał również udział w kilku rapowych bitwach z LL Cool J, które wygrał, na początku lat 90. Artysta stał się po raz pierwszy znany szerokiej publiczności dzięki gościnnemu udziałowi w utworze „Show and Prove” Big Daddy’ego Kane’a. Jay-Z uznawany był ówcześnie za jego hypemana, jednak sam Kane wytłumaczył, że nie wypełniał on roli tradycyjnego hypemana, tylko „pojawiał się na scenie w roli cameo. Kiedy schodziłem ze sceny, żeby zmienić strój Jay-Z i Positive K freestyle’owali, dopóki nie wróciłem”. Następnie Jay-Z wziął udział w nagraniu „Da Graveyard” Big L oraz „Time to Build” Mic Geronimo. Jego pierwszym oficjalnym singlem był „I Can’t Get With That”, do którego nakręcono również wideoklip.

## Kariera muzyczna

### 1996–97:Reasonable DoubtiIn My Lifetime, Vol. 1
Na początku profesjonalnej kariery muzycznej, kiedy żadna wytwórnia nie chciała podpisać kontraktu, Jay-Z, Damon Dash i Kareem Biggs stworzyli Roc-A-Fella Records jako ich własną niezależną wytwórnię. Po zawarciu umowy z Priority na dystrybucję materiału, Jay-Z wydał swój debiutancki album, Reasonable Doubt, w 1996 roku. Wśród twórców beatów byli m.in.: DJ Premier i Clark Kent, a gościnnie na jednej ze ścieżek udzielił się The Notorious B.I.G. Płyta, mimo że uplasowała się na dopiero 23. miejscu Billboard 200, uzyskała platynowy status i spotkała się z dobrymi opiniami krytyków. Rolling Stone umieścił ją na 248. pozycji listy 500 albumów wszech czasów.
W 1997 roku Jay-Z podpisał nową umowę z Def Jam i wydał In My Lifetime, Vol. 1. Producentem wykonawczym albumu, który sprzedał się lepiej niż poprzednik, był Sean Combs. Raper przyznał później, że In My Lifetime, Vol. 1 została zarejestrowana podczas jednego z najgorszych okresów w jego życiu, kiedy przeżywał śmierć bliskiego przyjaciela, Notoriousa B.I.G. Płyta była również personalnym odkryciem siebie dla artysty, gdyż piosenki na niej zawarte opowiadały o ciężkich czasach dorastania. Podobnie, jak poprzednik, tak i ten album uzyskał w Stanach Zjednoczonych platynowy status.

### 1998–2000:Vol. 2..., oskarżenia kryminalne i sukces
W 1998 roku Jay-Z wydał Vol. 2... Hard Knock Life, z którego pochodził największy hit w jego ówczesnej karierze, „Hard Knock Life (Ghetto Anthem)”. Wśród producentów albumu byli m.in.: Swizz Beatz, Ruff Ryders, Timbaland, DJ Premier, Erick Sermon i Kid Capri. Inne single pochodzące z płyty, które zajęły miejsca na listach przebojów, to „Can I Get A...” z udziałem Ja Rule’a oraz Amil, a także „Nigga What, Nigga Who”, również nagrany z Amil. Vol. 2... Hard Knock Life był jednym z najpopularniejszych komercyjnie albumów Jaya-Z, pokrywając się w Stanach Zjednoczonych pięciokrotną platyną za sprzedaż powyżej pięciu milionów kopii. Płyta wygrała nagrodę Grammy, jednak raper zbojkotował ceremonię, protestując przeciw temu, że DMX nie otrzymał nominacji.
W 1999 roku Jay-Z wydał Vol. 3... Life and Times of S. Carter, który rozszedł się w ponad trzech milionach egzemplarzy. W międzyczasie raper został oskarżony o pchnięcie nożem producenta Lance’a Rivery, czego przyczyną mogło być bootlegowanie Vol. 3... Life and Times of S. Carter przez Riverę. Do wydarzenia miało dojść 9 grudnia na przyjęciu z okazji wydania debiutanckiego albumu Q-Tipa w (nieistniejącym już) Kit Kat Klubie na nowojorskim Times Square. Współpracownicy Jaya-Z zostali oskarżeni o wywołanie zamieszek w klubie, co raper wykorzystał, aby zaatakować Riverę w brzuch nożem. Jay-Z zaprzeczył incydentowi i nie przyznał się do winy, gdy sędzia wygłosił akt oskarżenia. Prawnicy rapera tłumaczyli, że nie było go w pobliżu Rivery, co potwierdzał świadek oraz materiał wideo z klubu, ukazujący, gdzie znajdował się Jay-Z podczas zamieszek. Jednakże później przyznał się do wykroczenia, co spowodowało, że został mu przydzielony trzyletni nadzór kuratorski.
W 2000 roku ukazał się The Dynasty: Roc La Familia, który początkowo miał być kompilacyjnym albumem artystów z Roc-A-Fella, jednak ostatecznie okazał się kolejnym solowym wydawnictwem Jaya-Z. Płyta pomogła wypromować początkujących producentów: The Neptunes, Just Blaze, Kanye Westa i Binka, zaś sama sprzedała się ponad dwumilionowym nakładzie w Stanach Zjednoczonych.

### 2001–02: Konflikt z Nasem,The BlueprintiThe Blueprint²
W 2001 roku Jay-Z wykonał podczas Summer Jam utwór „Takeover”, w którym zaatakował rapera Prodigy, z którym pozostawał w konflikcie. Jednak ostatni wers piosenki odnosił się również do innego rapera, Nasa, który z kolei skrytykował jego podopiecznego Memphis Bleek’a wcześniej, w „Nastradamus”. Nas odpowiedział dissem „Ether”, podczas gdy Jay-Z dodał do „Takeover” kolejny wers, który rozpoczął konflikt między dwójką.
Jay-Z wydał po tym swój szósty album, The Blueprint, uznany przez wielu krytyków za jeden z klasyków gatunku; płyta otrzymała „perfekcyjną ocenę – XXL” od magazynu XXL, zaś The Source przyznał jej pięć mikrofonów, równoznacznych z pięcioma gwiazdkami – ocenę oznaczającą, według magazynu, album „najwyższej klasy”. W 2003 roku The Blueprint umieszczony został na 464. miejscu listy 500 albumów wszech czasów według Rolling Stone. Siedem lat później Pitchfork wyróżnił go jako 5. najlepszy album dekady 2000–2009. The Blueprint, który ukazał się 11 września 2001 roku, w dniu tragicznych zamachów terrorystycznych, zdołał zadebiutować na 1. pozycji Billboard 200, rozchodząc się w pierwszym tygodniu w ponad 427 000 kopii. Album uzyskał status trzykrotnej platyny w Stanach Zjednoczonych. The Blueprint, jak przyznał Jay-Z, powstał w zaledwie dwa dni. Eminem był jedynym gościem na płycie, produkując oraz rapując w „Renegade”.
Kolejnym albumem Jaya-Z był dwudyskowy The Blueprint²: The Gift & The Curse, wydany w 2002 roku. Płyta zadebiutowała na szczycie Billboard 200, rozchodząc się w pierwszym tygodniu w 545 000 egzemplarzy. W sumie album sprzedał się w Stanach Zjednoczonych w ponad trzech milionach kopii. The Blueprint²: The Gift & The Curse ukazał się również w jednodyskowej wersji, pozbawionej połowy utworów i zatytułowanej The Blueprint 2.1. Wśród piosenek pochodzących z albumu są m.in.: „Excuse Me Miss”, „’03 Bonnie & Clyde” z udziałem Beyoncé Knowles, „Guns & Roses” z udziałem Lenny’ego Kravitza, „Hovi Baby”, „A Dream” z udziałem Faith Evans oraz „The Bounce” z udziałem Kanye Westa. Z kolei The Blueprint 2.1 zawiera kilka dodatkowych utworów, które nie pojawiły się na The Blueprint²: The Gift & The Curse, w tym „Stop”, „La La La (Excuse Me Again)”, „What They Gonna Do, Part II” i „Beware”.

### 2003–05:The Black AlbumiCollision Course
Po powrocie z podróży do południowej Francji, podczas otwarcia pierwszego 40/40 Club, Jay-Z ogłosił, że rozpoczął prace nad siódmym albumem studyjnym, The Black Album. Wśród producentów płyty byli m.in.: Just Blaze, The Neptunes, Kanye West, Timbaland, Eminem, DJ Quik, 9th Wonder i Rick Rubin, a do najpopularniejszych piosenek z płyty zaliczały się: „What More Can I Say”, „Dirt Off Your Shoulder”, „Change Clothes” oraz „99 Problems”. Black Album rozszedł się w ponad trzech milionach kopii w Stanach Zjednoczonych.
25 listopada 2003 roku Jay-Z zagrał koncert w Madison Square Garden, wokół którego skupił się później film Fade to Black. Występ ten jednocześnie celebrował przejście rapera na „emeryturę” muzyczną, a wszystkie zebrane środki przekazane zostały na cele charytatywne. Gościnnie na scenie pojawili się wtedy: The Roots, Missy Elliott, Memphis Bleek, Beanie Siegel, Freeway, Mary J. Blige, Beyoncé, Twista, Ghostface Killah, Foxy Brown, Pharrell i R. Kelly, ze specjalnym udziałem Volettz Wallace oraz Afeni Shakur, matek Notoriousa B.I.G i Tupaca Shakura. Podczas gdy Jay-Z postanowił przejść na emeryturę od wydawania nowych albumów studyjnych, zaczął uczestniczyć w różnych projektach; ukazała się jego płyta kompilacyjna oraz koncertował z R. Kellym i Linkin Park.
W 2004 roku Jay-Z współpracował z rockową grupą Linkin Park. Projekt nazwany został Collision Course i składał się z minialbumu oraz DVD, stanowiącego zapis dokumentujący prace. Wśród nagranych wspólnie piosenek były „Dirt Off Your Shoulder/Lying From You”, „Jigga What/Faint” oraz „Numb/Encore”. „Numb/Encore” otrzymała nagrodę Grammy dla najlepszej rapowej/śpiewanej kolaboracji i została wykonana przez Linkin Park podczas ceremonii. Do grupy na scenie dołączył wtedy gościnnie Paul McCartney i dodał kilka wersów utworu „Yesterday”. Album rozszedł się w Stanach Zjednoczonych w ponad milionie kopii. Jay-Z był producentem wykonawczym debiutanckiej płyty Fort Minor, The Rising Tied.
Kilka miesięcy później Jay-Z został dyrektorem Def Jam Records, zarządzając jednocześnie Roc-A-Fella Records. Sytuacja ta doprowadziła do konfliktów między raperem i Damonem Dashem na temat rządów w Roc-A-Fella. Kłótnie między Jayem-Z, Dashem i Biggsem spowodowały rozpad wspólnych interesów i byli partnerzy biznesowi oskarżali się nawzajem w mediach.

### 2005–07: „I Declare War”,Kingdom ComeiAmerican Gangster

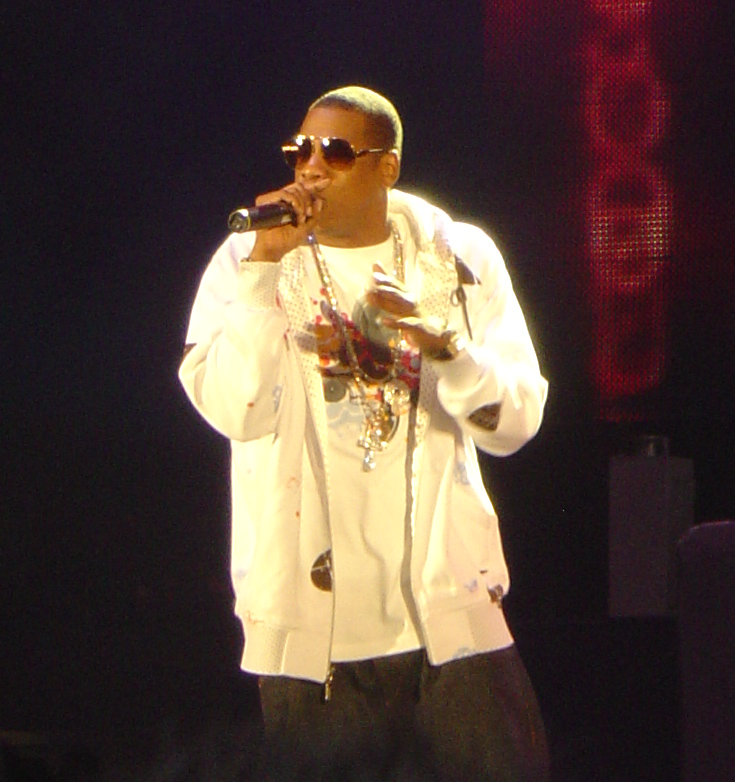
Jay-Z podczas koncertu w 2006 roku

27 października 2005 roku Jay-Z był główną gwiazdą dorocznego koncertu nowojorskiego radia Power 105.1. Występ miał tytuł „I Declare War”, co wywołało spekulacje w mediach, komu raper może deklarować wojnę. Podejrzewano, że może on ustosunkować się do artystów, którzy atakowali go w tekstach swoich piosenek. Motywem przewodnim koncertu była pozycja Jaya-Z jako dyrektora i CEO Def Jam, a wśród artystów, którzy gościnnie pojawili się na scenie byli m.in.: Ne-Yo, Teairra Marí, T.I., Young Jeezy, Akon, Kanye West, Paul Wall, The Lox i Diddy.
Pod koniec koncertu Jay-Z zaskoczył wszystkich zgromadzonych; zażegnany został bowiem konflikt rapera z Nasem. Dwójka podała sobie dłonie i wspólnie wykonali na scenie mieszankę „Dead Presidents” Jaya-Z z „The World is Yours” Nasa.
21 listopada 2006 roku Jay-Z powrócił z albumem Kingdom Come. Na początku października do Internetu wyciekł singel „Show Me What You Got”, po czym zyskał dużą popularność w stacjach radiowych mimo braku oficjalnej premiery, co spowodowało, że sprawą zajęło się FBI. Wśród producentów płyty byli m.in.: Just Blaze, Pharrell, Kanye West, Dr. Dre i Chris Martin z zespołu Coldplay (utwór „Beach Chair”). W pierwszym tygodniu album rozszedł się w 680 000 kopii, zaś w sumie sprzedał się w ponad dwóch milionach egzemplarzy w Stanach Zjednoczonych.
Dziesiąta płyta artysty, American Gangster, ukazała się 6 listopada 2007 roku. Inspiracją do jej nagrania był film Ridleya Scotta o tym samym tytule, w którym wystąpił przyjaciel rapera, Denzel Washington. Na albumie Jay-Z przedstawia swoje życie w korelacji do filmu. W teledysku do pochodzącej z niego piosenki „Blue Magic” pojawia się walizka pełna banknotów 500 euro, co profesor Rawi Abdelal z Harvard Business School nazwał „punktem zwrotnym w odpowiedzi amerykańskiej popkultury na globalizację”. Album rozszedł się w Stanach Zjednoczonych w ponad milionie kopii.
24 grudnia 2007 roku Jay-Z stwierdził, że nie będzie dłużej pełnił funkcji dyrektora Def Jam, a 1 stycznia 2008 roku ostatecznie opuścił stanowisko. W 2010 roku wyjaśnił powód swojej decyzji: „Przez długie lata wystarczyła jedna przebojowa płyta, by móc spać spokojnie. Ale wtedy nie było jeszcze internetu, YouTube i wielu innych rzeczy. Była po prostu muzyka. Wciąż istnieje taki model, wystawia się ludziom artystów i sprawdza, co zaskoczy. W Def Jam Records, kiedy maszyna zaczęła kręcić się szybciej, po drodze sporo traciliśmy, np. czas na rozwój artysty. Doszliśmy do punktu, w którym jako firma wypuszczaliśmy co roku setki albumów, a marże z tego były bardzo niskie. Na 56 albumów dobrze sprzedało się może czterech artystów. Założyłem więc własną wytwórnię, Roc Nation, i tam robimy wszystko: wydajemy muzykę, piszemy, nagrywamy, organizujemy trasy koncertowe.”

### 2008–2009: Glastonbury, nowa umowa iThe Blueprint 3

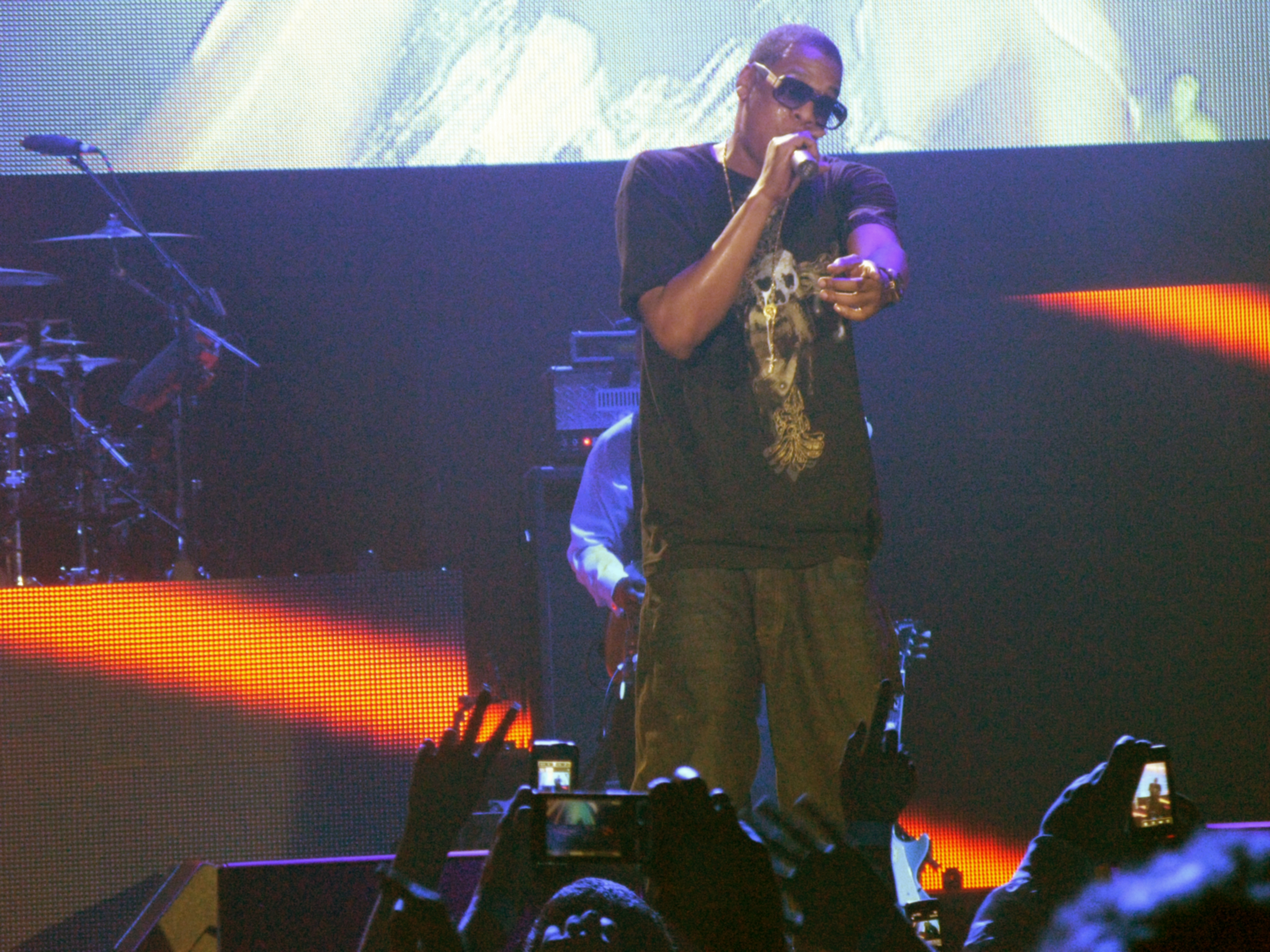
Jay-Z podczas występu na Glastonbury

2 lutego 2008 roku ogłoszono kontrowersyjną decyzję, że Jay-Z będzie główną gwiazdą festiwalu Glastonbury, stając się pierwszym hip hopowym artystą w tej roli. Sprzedaż biletów okazała się odzwierciedlać obawy – początkowo wyniosła zaledwie 100 000 biletów, przy możliwych 137.500. Rok wcześniej wszystkie wejściówki zostały wyprzedane w dwie godziny, dlatego część krytyków uznała, że do słabego wyniku z 2008 roku przyczynił się wybór rapera zamiast, jak dotychczas, zespołu rockowego. Z kolei inni twierdzili, że wina mogła leżeć po stronie złej pogody oraz powodzi, która miała miejsce w 2007 roku. Ostatecznie jednak bilety wyprzedane zostały całkowicie ostatniego dnia przed rozpoczęciem festiwalu. Jednym z największych przeciwników wyboru był Noel Gallagher z zespołu Oasis, który skrytykował decyzję: „Wybaczcie mi, ale Jay-Z? To nie przejdzie, nie ma szans. Glastonbury to festiwal o gitarowych korzeniach. Zupełnie nie widzę hip hopu w tym miejscu. Decyzja organizatorów jest beznadziejna.”
Kontrowersje podzieliły artystów, promotorów i fanów na przeciwników oraz zwolenników wyboru. W końcu na temat wydarzenia wypowiedział się sam Jay-Z: „Nie gramy na gitarach, Noel, ale hip hop wykorzystuje ich dokonania, jak żadna inna forma muzyki. Mój występ jest po prostu naturalnym postępem. Rap wciąż ewoluuje. Musimy szanować wzajemne gatunki muzyczne i iść naprzód.” W odpowiedzi na słowa Gallaghera raper rozpoczął koncert na Glastonbury od coveru hitu Oasis, „Wonderwall”, „i w ciągu 3 minut podbił festiwalową publiczność”. Jego występ został okrzyknięty „udaną reakcją na przedwczesną krytykę”, a „oceny w prasie były bliskie ekscytacji”.
W 2008 roku Jay-Z gościł również na innych festiwalach: Roskilde Festival w Danii, Hove Festival w Norwegii i Wireless Festival w Londynie. 6 sierpnia, podczas koncertu Kanye Westa w Madison Square Garden, raper pojawił się na scenie i wykonał nową piosenkę, zapowiadając, że zostanie wydana na The Blueprint 3.
W kwietniu 2008 roku Jay-Z podpisał z Live Nation dziesięcioletni kontrakt, opiewający na kwotę 150 milionów dolarów. Korporacja umożliwiła mu założenie własnej wytwórni Roc Nation, a także zobowiązała się do finansowania jego koncertów, tras, wszelkiej działalności rozrywkowej oraz przyszłych nagrań. Poza tym raper, wraz z zespołem produkcyjnym Stargate, utworzył wytwórnię StarRoc.

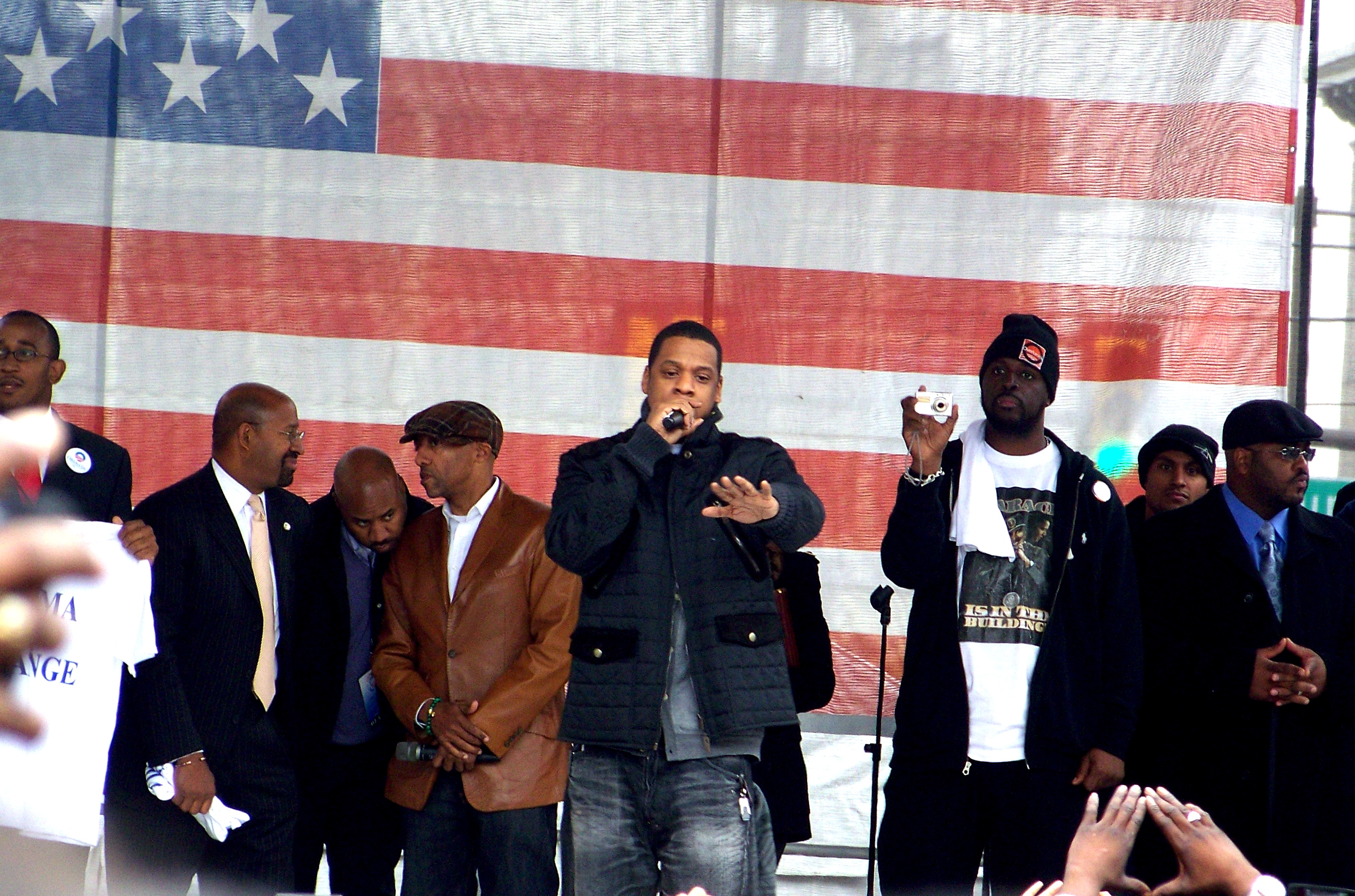
Jay-Z prowadzący wiec wyborczy Baracka Obamy w przeddzień wyborów prezydenckich, w listopadzie 2008 roku

Jedenasty album studyjny rapera, The Blueprint 3, miał początkowo ukazać się 11 września 2009 roku, jednak ze względu na zwiększające się zniecierpliwienie fanów premiera w Stanach Zjednoczonych odbyła się trzy dni wcześniej. Płyta zadebiutowała na szczycie Billboard 200 i pobiła rekord Elvisa Presleya, czyniąc z Jaya-Z artystę z największą liczbą debiutów na 1. miejscu listy.
9 października 2009 roku rozpoczęła się trasa koncertowa po Ameryce Północnej, promująca album The Blueprint 3. Podczas występu w Los Angeles na scenie do Jaya-Z dołączyła Rihanna i zaśpiewała po raz pierwszy „Hard”, po czym wraz z raperem wykonała „Run This Town”. Wśród publiczności byli: Justin Timberlake, Jessica Biel, Nicole Richie, Samantha Ronson, James Blunt i Jamie Foxx.
5 listopada 2009 roku Jay-Z wystąpił wraz z U2 na tle Bramy Brandenburskiej w Berlinie, wykonując wspólnie „Sunday Bloody Sunday”. Raper zaprzyjaźnił się z Bono i przyznał, że to od niego nauczył się „jak bez wielkiej dynamiki można robić wybitne koncerty, jak przykuwać uwagę widowni, umiejętnie wpływać na emocje”. Innym przyjacielem Jaya-Z, który reprezentuje muzykę rockową jest Chris Martin z zespołu Coldplay. Wyprodukował on jeden z utworów rapera, a także wystąpił z jego żoną, Beyoncé, podczas telethonu Hope for Haiti Now: A Global Benefit for Earthquake Relief.
Jay-Z zajmuje się również produkcją sztuk broadwayowskich. Wraz z Jadą Pinkett Smith i Willem Smithem pomogli wystawić musical Fela!, celebrujący dokonania nigeryjskiej gwiazdy Fela Anikulapo Kuti. Raper przyznał, że zainspirowały go dokonania oraz życie Kutiego, dlatego postanowił wspomóc produkcję sztuki.

### 2010–2017:Watch the ThroneiMagna Carta... Holy Grail
22 stycznia 2010 roku Jay-Z wziął udział w charytatywnym telethonie Hope for Haiti Now. W londyńskim klubie The Hospital wykonał wraz z Rihanną, Bono i The Edge’em utwór „Stranded (Haiti Mon Amour)”, który dzień później został wydany jako singel.

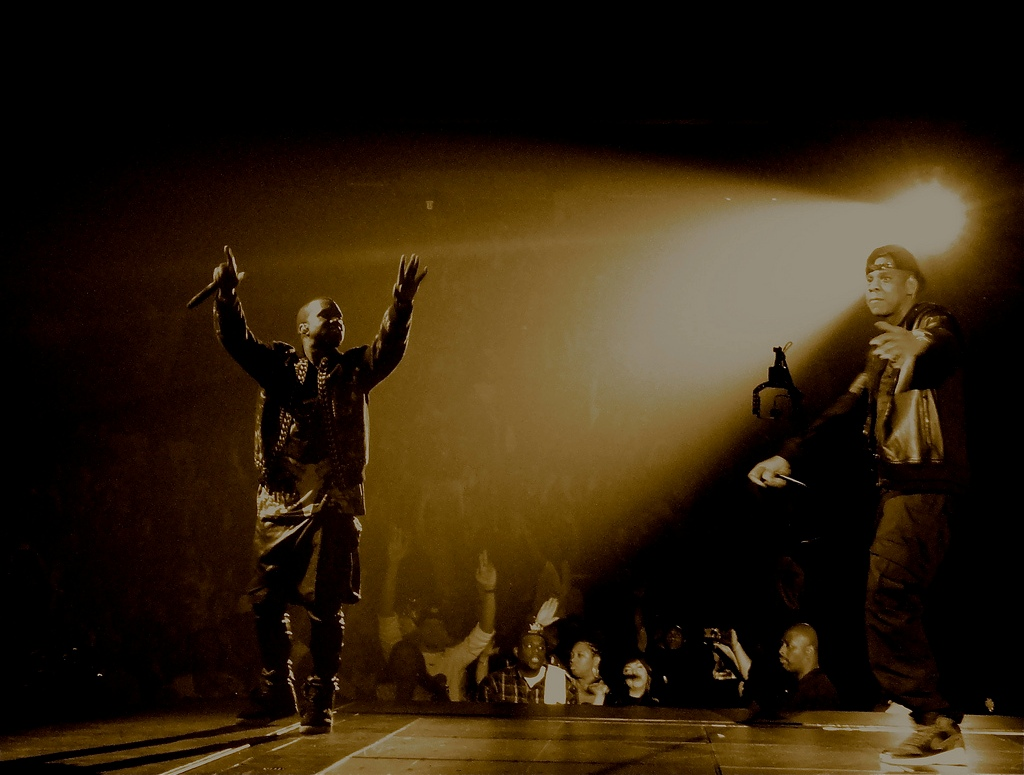
Jay-Z i Kanye West podczas jednego z koncertów w ramach trasy Watch the Throne Tour, w 2011 roku

W czerwcu 2010 roku Jay-Z i Eminem ogłosili, że wspólnie wystąpią na dwóch koncertach w Detroit i w Nowym Jorku, zwanych The Home & Home Tour. Bilety rozeszły się tak szybko, że artyści zdecydowali o organizacji dodatkowych koncertów; po jednym w każdym z miast.
W listopadzie i grudniu 2010 roku Jay-Z był gościem specjalnym podczas dziesięciu koncertów zespołu U2 w ramach oceanicznego etapu ich trasy U2 360° Tour, obejmującego Auckland, Melbourne, Sydney, Brisbane i Perth.
W sierpniu 2010 roku pojawiły się informacje, że Jay-Z i Kanye West rozpoczęli współpracę nad kolaboracyjnym minialbumem Watch the Throne. Pierwszym singlem promującym projekt był remiks „Power”, nagrany z udziałem Swizz Beatza. Natomiast na drugim singlu, „Monster”, pojawili się Rick Ross, Nicki Minaj oraz Bon Iver. Watch the Throne miał oficjalną premierę 8 sierpnia 2011 roku i zadebiutował na 1. miejscu Billboard 200, rozchodząc się w pierwszym tygodniu w 436 tysiącach egzemplarzy na terenie Stanów Zjednoczonych. Jednocześnie w ciągu debiutanckich siedmiu dni Watch the Throne został zakupiony w iTunes Store w liczbie 290 tysięcy kopii, łamiąc ówczesny rekord dla największej tygodniowej sprzedaży cyfrowej iTunes w historii.
9 stycznia 2012 roku Jay-Z opublikował piosenkę „Glory”, poświęconą swojej nowo narodzonej córce, Blue Ivy Carter. Utwór opowiada o trudnościach związanych z przebiegiem ciąży, a także mówi o tym, iż Beyoncé poroniła swoją pierwszą ciążę. Jako że odgłos płaczu Blue Ivy pojawia się pod koniec ścieżki, została ona wymieniona pod pseudonimem „B.I.C.” jako jedna z artystek wykonujących utwór. Dzięki temu, dwudniowa wówczas Blue Ivy stała się najmłodszą osobą w historii, która znalazła się w notowaniach Billboardu, kiedy „Glory” zadebiutował na 74. pozycji listy Hot R&B/Hip-Hop Songs.
W 2013 roku ukazał się dwunasty album rapera Magna Carta... Holy Grail. Pierwszy singel „Holy Grail” wyszedł na rynek 10 lipca 2013, czyli dopiero dwa dni po wydaniu płyty. Ukazały się jeszcze „Tom Ford” i „Part II (On the Run)”. Album zadebiutował na szczycie notowania Billboard ze sprzedażą 528,000 sztuk w pierwszym tygodniu. Obecnie w USA ma status podwójnej platyny.
W 2015 został oskarżony o plagiat w utworze Big Pimpin. Meleodia pochodziła z egipskiego utworu Khosara Khosara Abdela Halmina Haferaza.

### 2017–2024:4:44
30 czerwca 2017 raper wydał swój trzynasty album studyjny pt. 4:44. Płytę promowały single: „4:44” oraz „Bam”. Wydawnictwo zadebiutowało na 1. miejscu listy Billboard 200 ze sprzedażą w pierwszym tygodniu wynoszącą 262,000 kopii. W lipcu 2017 album uzyskał w Stanach Zjednoczonych status platynowej płyty.

## Działalność biznesowa
Jest założycielem marek odzieżowych Rocawear i Damon Dash. Pierwsza z nich składa się z linii ubrań i akcesoriów dla mężczyzn, kobiet i dzieci. W marcu 2007 sprzedał Iconix Brand Group prawa do Rocawear za 204 miliony dolarów. Wciąż posiada jednak udziały w firmie i pozostaje odpowiedzialny za licencjonowanie, marketing oraz promocję produktów sygnowanych przez markę. Jest współwłaścicielem The 40/40 Club, sieci barów sportowych w Nowym Jorku, Atlantic City i Chicago, a plany zakładają otwarcie kolejnych lokali: w Tokio i Singapurze.
W 2005 wraz z Willem Smithem i jego żoną zainwestowali w linię produktów kosmetycznych Carol’s Daughter.
Jest jednym z dyrektorów marki Budweiser Select i współpracuje z firmą w dziedzinie programów marketingu strategicznego oraz kreatywnego. Odpowiada również za promocję, sprawując kontrolę nad reklamami marki. Ma udziały w drużynie NBA Brooklyn Nets, wyceniane na 4,5 miliona dolarów. W 2005 pojawiły się informacje, że planuje zainwestować w angielski klub piłkarski Arsenal FC, jednak sam zainteresowany nie podjął żadnych kroków w tym celu. Pięć lat później, w 2010 przyznał, że poważnie myśli o zakupie udziałów w klubie.
W kwietniu 2008 podpisał z Live Nation dziesięcioletni kontrakt, opiewający na kwotę 150 milionów dolarów. Korporacja umożliwiła mu założenie własnej wytwórni Roc Nation, a także zobowiązała się do finansowania jego koncertów, tras, wszelkiej działalności rozrywkowej oraz przyszłych nagrań.
Szwajcarska manufaktura ekskluzywnych zegarków Audemars Piguet stworzyła limitowaną edycję zegarków sygnowanych przez Jaya-Z. Seria 100 zegarków składa się z: 50 zegarków ze stali nierdzewnej w cenie 23 500 dolarów, 30 zegarków z różowego złota w cenie 43 900 dolarów oraz 20 zegarków z platyny w cenie 69 500 dolarów. Przy zakupie każdego z nich prezent stanowił iPod z pamięcią 40 GB, zawierający całą dyskografię rapera.
We wrześniu 2010 Steve Forbes, założyciel magazynu Forbes, przeprowadził wspólny wywiad z Jayem-Z oraz Warrenem Buffettem, miliarderem, uważanym za najskuteczniejszego inwestora wszech czasów.
16 listopada 2010 premierę miał pamiętnik Jaya-Z pt. „Decode”.
W listopadzie 2014 kupił markę Armand de Brignac, która zajmuje się produkcją szampana.
W marcu 2024 roku magazyn Forbes oszacował majątek Jaya-Z na 2,5 miliarda dolarów, co uczyniło go najbogatszym muzykiem na świecie.

## Życie prywatne

### Związek z Beyoncé

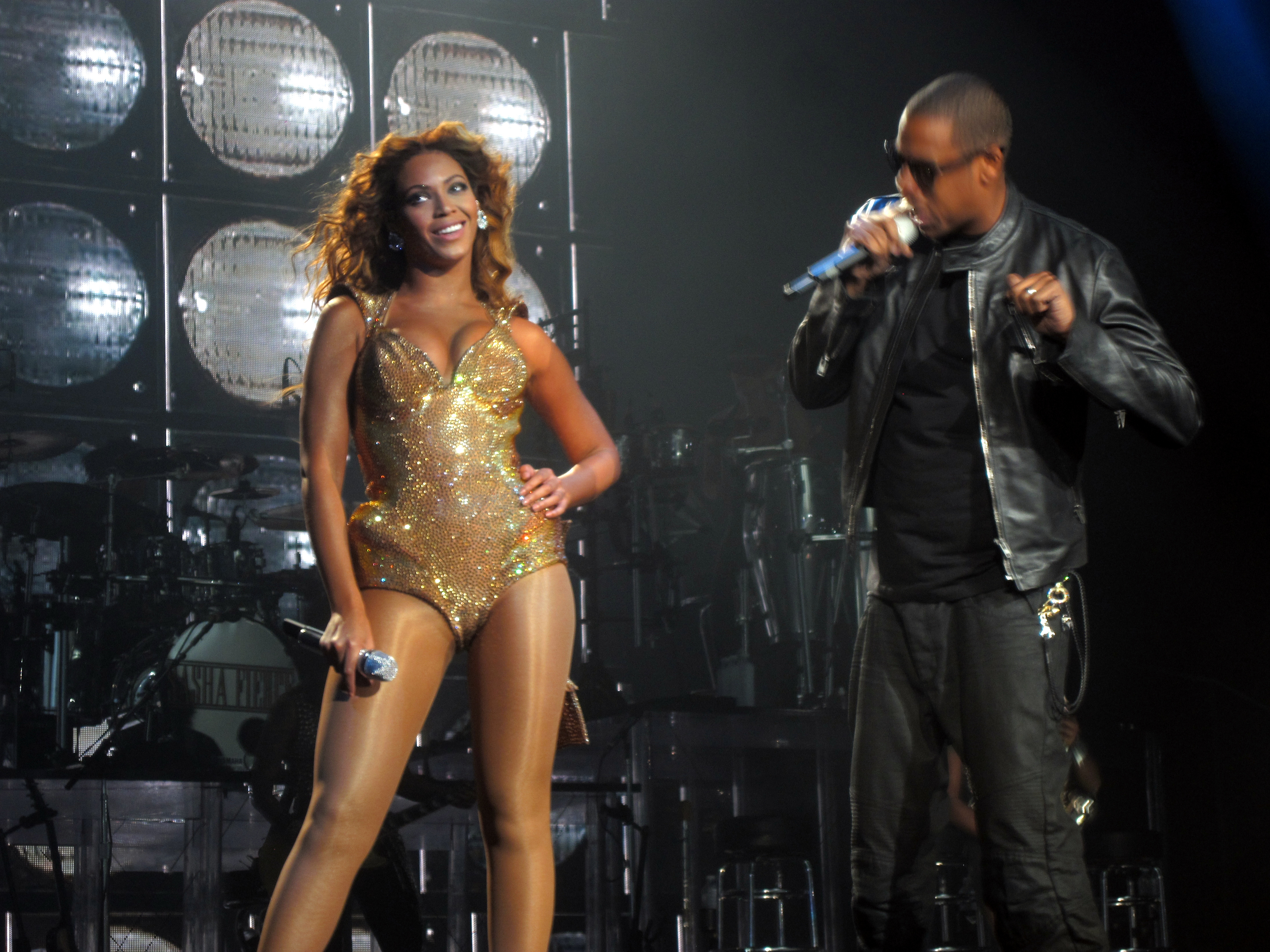
Jay-Z i Beyoncé na scenie podczas koncertu w Londynie, w 2009 roku

W 2002 roku Jay-Z i Beyoncé nagrali wspólnie swoją pierwszą piosenkę, „’03 Bonnie & Clyde”. Niedługo po tym raper pojawił się gościnnie na singlu „Crazy in Love” Knowles, a w 2006 roku nagrał z nią dwa kolejne utwory: „Déjà Vu” i „Upgrade U”.
Para od początku unikała rozmów o ich związku. Beyoncé przyznała bowiem, że uważa, iż brak publicznych dyskusji o ich prywatnych sprawach pomaga wzajemnym relacjom. Z kolei Jay-Z powiedział w wywiadzie dla magazynu People: „nie bawimy się naszym związkiem”. Para nie publikuje również prywatnych zdjęć, a jedyne wspólne fotografie z życia codziennego pochodzą z meczów Brooklyn Nets lub wakacji w Cannes.
4 kwietnia 2008 roku magazyn People poinformował, że Knowles i Jay-Z wzięli ślub podczas prywatnej ceremonii w Nowym Jorku. Fakt ten potwierdził się 22 kwietnia, mimo że para nie wypowiadała się na ten temat. Beyoncé nie ujawniała również swojego pierścionka zaręczynowego, aż do 5 września i koncertu Fashion Rocks. Właśnie wtedy po raz pierwszy pokazała się publicznie w wartym 5 milionów dolarów pierścionku projektu Lorraine Schwartz.
Trzy lata z rzędu Beyoncé i Jay-Z byli według magazynu Forbes najlepiej zarabiającą parą Hollywood. W 2008 roku ich łączny roczny dochód wyniósł 162 miliony dolarów, w 2009 roku stanowił 122 miliony, natomiast w 2010 roku szacowany był na 160 milionów dolarów. W wydaniu Księgi rekordów Guinnessa z 2011 roku, Beyoncé i Jay-Z uznani zostali za najbardziej wpływową i najlepiej zarabiającą parę świata.
28 sierpnia 2011 roku Beyoncé i Jay-Z oficjalnie potwierdzili, że spodziewają się pierwszego dziecka. W listopadzie 2011 roku Kelly Rowland zdradziła w jednym z wywiadów jego płeć, mówiąc: „Nie mam pojęcia, co kupię Beyoncé z okazji baby shower, bo Jay-Z zamierza dać małej księżniczce wszystko to, co możliwe. Myślę jednak, że nie będzie ‘zepsuta’, tylko po prostu obdarzona ogromną opieką.” Córka Beyoncé i Jaya-Z, Blue Ivy Carter, przyszła na świat w sobotę, 7 stycznia 2012 roku, w prywatnym skrzydle nowojorskiego szpitala Lennox Hill w Upper East Side. Jako pierwszy, informacje o narodzinach Blu Ivy opublikował dziennik The Houston Chronicle; krótko po tym potwierdził je serwis E! Online. Następnie kolejne wiarygodne źródła, włączając w to Billboard, USA Today, Fox News, ABC News i MSNBC, również oficjalnie poinformowały o przyjściu na świat pierwszego dziecka Beyoncé i Jaya-Z. Wśród pierwszych osób z otoczenia pary, które odniosły się do narodzin Blue Ivy był magnat przemysłu muzycznego, Russell Simmons, który w serwisie Twitter napisał: „Gratulacje dla moich dobrych przyjaciół Beyoncé i Jaya-Z.” Z kolei Rihanna zamieściła na tej samej stronie wpis: „Witaj na świecie, księżniczko Carter! Ciocia Rih.”

### Działalność filantropijna

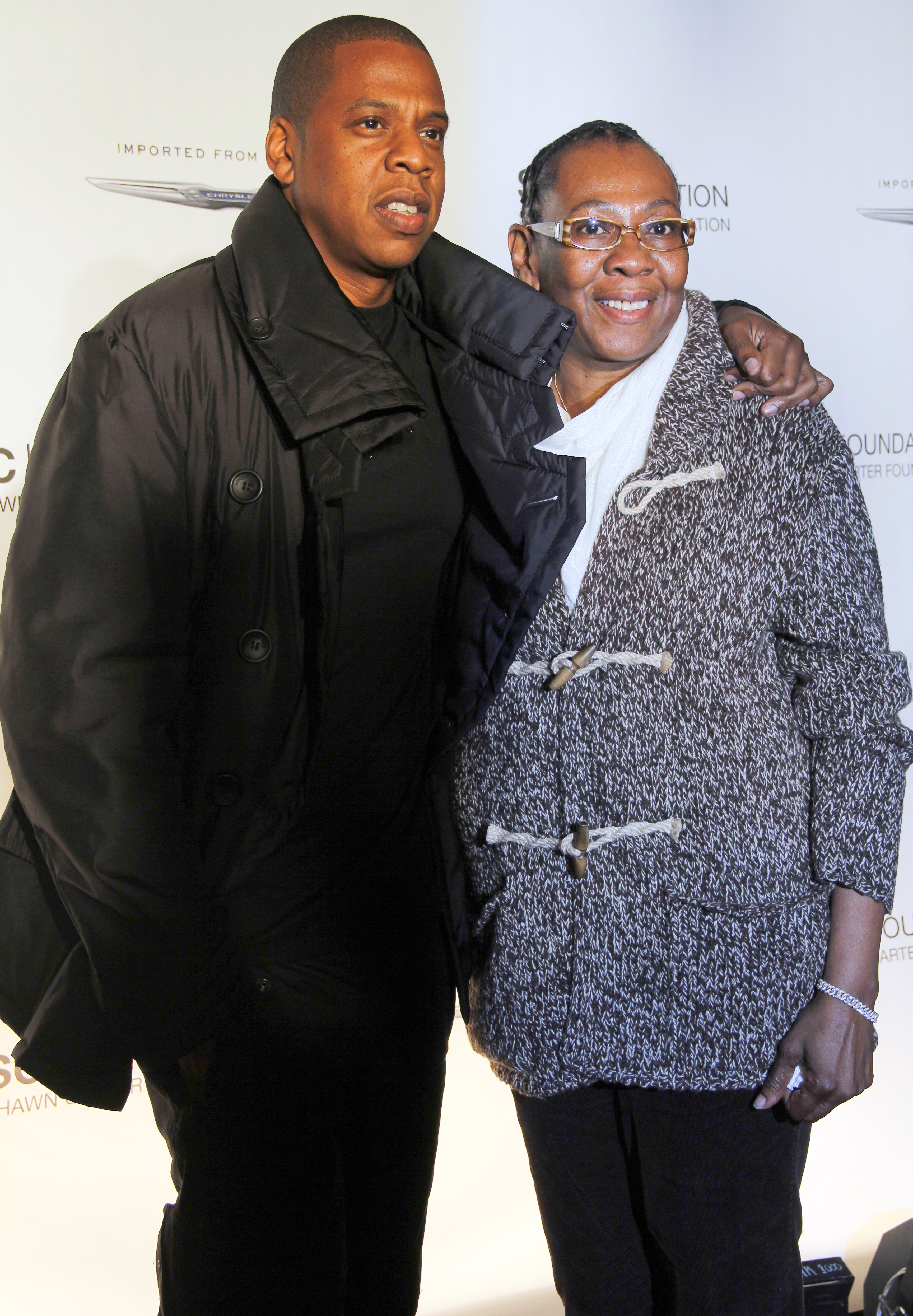
Jay-Z wraz z matką Glorią Carter w trakcie Carter Foundation Carnival, we wrześniu 2011 roku

Podczas „emerytury” Jay-Z zaangażował się w działalność dobroczynną. 9 sierpnia 2006 roku spotkał się z Sekretarzem Generalnym ONZ Kofi Annanem w siedzibie organizacji w Nowym Jorku. Raper planował bowiem wykorzystać swoją trasę koncertową do propagowania oszczędzania wody. Jak sam przyznał, stał się „wyczulony na tym punkcie” po wizycie w Afryce. Jego działania zyskały patronat ONZ i MTV. Stacja wyprodukowała dokument Diary of Jay-Z: Water for Life, który został po raz pierwszy wyemitowany w listopadzie 2006 roku.
Jay-Z, wraz z Seanem Combsem, przekazali po milionie dolarów Amerykańskiemu Czerwonemu Krzyżowi, aby wesprzeć ofiary huraganu Katrina. Raper przekazał swoje poparcie wobec Kanye Westa, który obraził Prezydenta George’a W. Busha podczas charytatywnego telethonu po przejściu huraganu. Artysta odniósł się również do huraganu Katrina i reakcji rządu w piosence „Minority Report”.

### Kontakty
Jest bliskim przyjacielem wielu osobistości ze świata mediów, m.in.: Diddy’ego, LeBrona Jamesa, Mary J. Blige, Willa Smitha i jego żony, Jamiego Foxxa, Denzela Washingtona, Chrisa Martina i Gwyneth Paltrow, Swizz Beatza i Alicii Keys, Ushera, Dr. Dre, Snoop Dogga, Pharrella, Ja Rule’a, Busta Rhymesa, Rihanny, Bono i Wale’a. Utrzymuje kontakty z osobami ze świata polityki i biznesu, zna osobiście m.in.: Billa Gatesa, Warrena Buffetta, Michaela Bloomberga i króla Karola III. Oprah Winfrey powiedziała po pierwszym spotkaniu z Jayem-Z: „On jest moim nowym przyjacielem! Był tak czarujący i uroczy – i wspaniale pachniał!”.
Fanem Jaya-Z i jego żony okrzyknięty został Barack Obama. Amerykański wokalista John Legend nagrał, a następnie zamieścił w Internecie filmik, na którym widać, jak Obama podczas rozmowy z Knowles tańczy fragment choreografii „Single Ladies”. Obama, jeszcze nim został prezydentem Stanów Zjednoczonych, poprosił Jaya-Z o pomoc w kampanii wyborczej, z kolei pod koniec debaty z Hillary Clinton wykonał charakterystyczny gest – wytrzepał ramię, odnosząc się do utworu „Dirt off Your Shoulder”. Zapytany o tę sytuację raper powiedział: „Pomyślałem – w jakich czasach żyjemy, skoro kandydat na prezydenta przywołuje postać rapera” oraz dodał, że to „bardzo ostry facet, ale jednocześnie czarujący i świetny”. Głos w sprawie zabrał także rzecznik kampanii, mówiąc, że Obama „ma trochę twórczości Jaya-Z w swoim iPodzie”.

## Dyskografia
- Reasonable Doubt (1996)
- In My Lifetime, Vol. 1 (1997)
- Vol. 2... Hard Knock Life (1998)
- Vol. 3... Life and Times of S. Carter (1999)
- The Dynasty: Roc La Familia (2000)
- The Blueprint (2001)
- The Blueprint²: The Gift & The Curse (2002)
- The Black Album (2003)
- Kingdom Come (2006)
- American Gangster (2007)
- The Blueprint 3 (2009)
- Magna Carta... Holy Grail (2013)
- 4:44 (2017)

## Filmografia
- Streets Is Watching (1998)
- Backstage (2000)
- State Property (2002)
- Paper Soldiers (2003)
- Fade to Black (2004)